# メーガン・ホッジ
メーガン・ホッジ（Megan Hodge、1988年10月15日 - ）は、アメリカの女子バレーボール選手。アメリカ代表。ペンシルベニア州立大学卒。

## 来歴

### 高校まで
アメリカ領ヴァージン諸島のセント・トーマス島生まれ。父はヴァージン諸島大学、母はジョージ・ワシントン大学でバレーボール選手、ともにバレーボールアメリカ領ヴァージン諸島代表メンバーというバレーボール一家に生まれた。3歳の時に、ノースカロライナ州ダーラムに移住した。
ホッジは12歳の時にバレーボールを始め、以降バレー一筋に突き進む。高等学校はRiverside High School（4年制）に進学した。この4年間でアタック1,596本、ブロック319本、ディグ647本、サービスエース286本を記録し、ノースカロライナ州史上最高のバレーボール選手として脚光を浴びた。
この間、アメリカ合衆国ユース代表およびジュニア代表に招集され、2004年にプエルトリコで開催されたNORCECA選手権ではMVPとベストアタッカーに選出されている（ノースカロライナ州出身としては初の選出）。進学時期になると、全米のバレーボール強豪校からオファーが殺到する中、ホッジはペンシルベニア州立大学への進学を決めた。

### ペンシルベニア州立大学
大学在学中のハイライトは、2007年にNCAA選手権でスタンフォード大学を破り優勝したこと。同年と翌2008年には、NCAAの全米注目選手に選出されている。

### プロ選手
2010年より本格的にシニア代表として国際大会に参戦し、同年10-11月の世界選手権に出場したが目立った活躍は出来なかった。2010-11シーズンはセリエA1のGSOヴィッラ・コルテーゼと契約した。2011年の北中米選手権で優勝、同年のワールドカップでは最終戦の日本戦に途中出場した。2011-12シーズンにはポーランドリーグのアトム・トレフル・ソポトに移籍した。
2012年6月のワールドグランプリにおいて、アメリカ代表の一員としてチームのWGP3連覇に大きく貢献し、自らもMVP、ベストスコアラーに輝いた。ロンドン五輪に出場し、銀メダルに貢献した。
2013年のパンアメリカンカップで優勝を果たし、自身もベストスパイカー賞に輝いた。2013-14シーズンは中国リーグの強豪広東恒大女子排球へ移籍し、世界クラブ選手権に出場した。
2015年、2年ぶりに代表に復帰し、同年7月のワールドグランプリで3年ぶりの優勝に貢献した。

## 所属チーム
- 2010-11 -  GSOヴィッラ・コルテーゼ
- 2011-12 -  アトム・トレフル・ソポト
- 2012-13 -  アゼルレイル・バクー
- 2013-14 -  広東恒大女子排球
- 2015-16 -  イモコ・コネリアーノ
- 2016-17 -  河南
- 2017-19 -  イモコ・コネリアーノ
- 2020-21 -  ジェルダウ・ミナス

## 受賞歴
- 2012年 - ワールドグランプリ MVP、ベストスコアラー
- 2013年 - パンアメリカンカップ　ベストスパイカー賞